# Estación de Castelldefels Playa
Castelldefels Playa o Castelldeféls Playa (en catalán y según Adif Platja de Castelldefels) es un apeadero ferroviario situado en el municipio español de Castelldefels en la provincia de Barcelona, comunidad autónoma de Cataluña. Forma parte de la línea R2 Sur de Rodalies de Catalunya.

## Situación ferroviaria
La estación se encuentra en el punto kilométrico 656,6 de la línea férrea de ancho ibérico que une Madrid con Barcelona a 8 metros de altitud. El tramo es de vía doble y está electrificado. 

## Historia
Aunque el tramo de vía que cruza por la estación fue abierto al tráfico el 29 de diciembre de 1881 con la apertura del tramo Barcelona-Villanueva y la Geltrú de la línea férrea que buscaba unir Barcelona con Picamoixons-Valls, no se dispuso de ninguna parada en la zona de playa hasta el año 1931, fecha en la que se redactó el proyecto de construcción de un apeadero provisional en la playa de Castelldefels, para atender a la amplia marea de bañistas que cada festivo se dirigía en la temporada de baños desde Barcelona a la playa de Castelldefels, y evitarles la caminata desde la Estación de Castelldefels Pueblo al mar.
El 23 de junio de 2010, 12 personas resultaron fallecidas y otras 14 heridas en un grave accidente ocurrido en la estación cuando un grupo de personas fueron arrolladas por un tren de Larga Distancia sin parada en el apeadero al cruzar las vías.

## La estación
La estación funciona como un apeadero formado por un pequeño recinto con taquilla. Dispone de dos andenes laterales a los que acceden dos vías. El cambio de una a otra se realiza gracias a un paso subterráneo.

## Servicios ferroviarios

### Cercanías
Los trenes de cercanías de la línea R2 sur de Cercanías Barcelona operada por Renfe son los únicos en detenerse en la estación. Al no ser parada obligatoria algunas relaciones van directamente a Sitges o a Castelldefels.
| << cabecera                    | < estación | línea | estación >    | cabecera >>                   |
| ------------------------------ | ---------- | ----- | ------------- | ----------------------------- |
| Rodalies de Catalunya de Renfe |            |       |               |                               |
| Villanueva y Geltrú            | Garraf     |       | Castelldefels | Barcelona-Estación de Francia |